# Hocus Pocus (videogioco)
Hocus Pocus è un videogioco a piattaforme per MS-DOS, distribuito da Apogee Software nel 1994, e sviluppato da Moonlite Software.

## Trama
Il gioco è ambientato nella Terra di Lattice. Il protagonista, Hocus Pocus, è un giovane apprendista che studia per diventare un mago completo, ma il leader del concilio dei maghi Terexin non si fida della dedizione del suo allievo, e decide quindi di metterlo alla prova. Terexin affida a Hocus quattro pericolose missioni, in ognuna delle quali il ragazzo dovrà recuperare dei cristalli magici contenenti il potere perduto di Lattice e affrontare vecchie minacce del passato, fino addirittura a sconfiggere l'acerrimo nemico di Terexin e dei maghi, lo stregone Trolodon. Solo così Hocus potrà fregiarsi del titolo di mago e sposare il suo vero amore, la principessa Popopa.

## Modalità di gioco
Il gioco è suddiviso in quattro episodi, di cui il primo disponibile come shareware:
- Time Tripping
- Shattered Worlds
- Warped and Weary
- Destination Home

Ogni episodio è composto da nove livelli, completabili raccogliendo un numero variabile di cristalli magici; nel livello finale dell'episodio si deve affrontare un boss. Durante i livelli si possono trovare sia oggetti preziosi in grado di aumentare il punteggio, sia bonus che potenziano l'arma a disposizione (dei fulmini magici) o fanno saltare più in alto. Hocus ha inizialmente 100 punti vitali, e ogni volta che è colpito calano; per ripristinarli può raccogliere delle apposite pozioni.

### Oggetti
- Rubino - 100 punti
- Diamante- 250 punti
- Coppa - 500 punti
- Corona - 1000 punti
- Pozione della vita - ripristinano la vita fino al 100%
- Pozione del fulmine - sparo rapido
- Pozione del laser - sparo laser temporaneo che può colpire più nemici alla volta
- Pozione del fuoco rapido - sparo ancora più rapido, temporaneo
- Pozione del super-salto - permette di saltare più in altro per una sola volta
- Pozione del teletrasporto - teletrasporta Hocus in altre zone del livello
- Chiave (d'oro o d'argento) - aprono la porta del medesimo colore
- Palla di cristallo - devono essere collezionate per terminare i livelli